# William Ponty

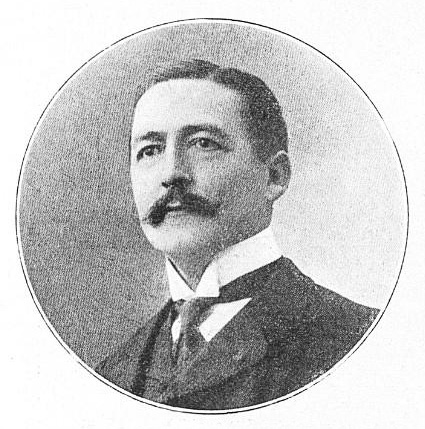
William Ponty

Amédée William Merlaud-Ponty (* 4. Februar 1866 in Rochefort-sur-Mer; † 13. Juni 1915 in Dakar) war ein französischer Kolonialbeamter. Er war von 1908 bis zu seinem Tod Generalgouverneur von Französisch-Westafrika.

## Leben

### Herkunft und Feldzüge in Westafrika
Die Eltern von Amédée William Merlaud-Ponty waren Marguerite Marie Louise Merlaud-Ponty und Joseph William Merlaud-Ponty. Sein Vater arbeitete als Postdirektor. Der Admiral Joseph-Henri Merleaux-Ponty war sein Onkel. William Ponty machte im Alter von 22 Jahren mit einer Licence einen Abschluss in Rechtswissenschaft. Er trat 1888 als Gehilfe in den französischen Kolonialdienst ein.
Im Jahr 1890 wurde er dem späteren General Louis Archinard als Sekretär zugeteilt und beteiligte sich an dessen Feldzügen in Westafrika, die die Herrschaft von Samory Touré beenden sollten. Die Militärexpeditionen führten Ponty von 1890 bis 1891 nach Kaarta, Nioro, Diena und Kankan, von 1891 bis 1892 nach Bissandougou und Sanankoroba und von 1892 bis 1893 nach Djenné und Bandiagara. In einer Schlacht bei Ouassaka wurde er 1892 verwundet. Insgesamt war er Zeuge von 17 Schlachten gegen die Truppen von Samory Touré.

### Aufstieg in der Zivilverwaltung der Kolonien
Durch seine Position, die ihn mit vielen von Archinards Untergebenen in persönlichen Kontakt brachte, baute sich Ponty ein berufliches Netzwerk auf. Er wurde 1894 Leiter des Sekretariats der Kolonie Senegal und bald darauf Vize-Resident in Madagaskar. Dort wurde er von Generalgouverneur Joseph Gallieni protegiert. Auf eigenen Wunsch wurde Ponty 1897 zurück nach Französisch-Sudan in Westafrika versetzt und wirkte als Kommandant des Kreises Djenné. Edgard de Trentinian, der Gouverneur von Französisch-Sudan, war sein Vorgesetzter. Als de Trentinian zurück nach Frankreich gerufen wurde, bekam William Ponty als Beauftragter des Generalgouverneurs von Französisch-Westafrika die Verwaltung des Gebiets übertragen. Im Jahr 1900 erkrankte er an Gelbfieber.
Ponty bemühte sich besonders um die Bekämpfung der Sklaverei. Er gilt als bedeutendster Sklavenbefreier in der Geschichte von Französisch-Westafrika. Durch seine Verordnung vom 10. Oktober 1900 wurden die villages de liberté („Dörfer der Freiheit“) geschaffen, in denen sich die früheren Sklavinnen und Sklaven niederließen. Die Bevölkerung dieser Dörfer wurde allerdings wiederum von den Franzosen stark zur Zwangsarbeit herangezogen. Ponty selbst ließ in einer Dürreperiode Zwangsarbeiter beim Bau der Bahnstrecke Dakar–Niger bis Bamako einsetzen. Im Jahr 1903 beharrte er darauf, die Zusammenarbeit der Kolonialverwaltung mit Sklavenbesitzern zu beenden. Sklavenbesitzern sollte die Möglichkeit genommen werden, entkommene Sklaven zu bestrafen. Diese Vorgehensweise war erstmals 1843 in Indien angewendet worden.
Im Jahr 1904 wurde Ponty Gouverneur der neugegründeten Kolonie Obersenegal und Niger. Als Ernest Roume, der Generalgouverneur von Französisch-Westafrika, im Oktober 1907 schwer erkrankte, baute er Ponty zu seinem Wunschnachfolger auf.

### Als Generalgouverneur von Französisch-Westafrika

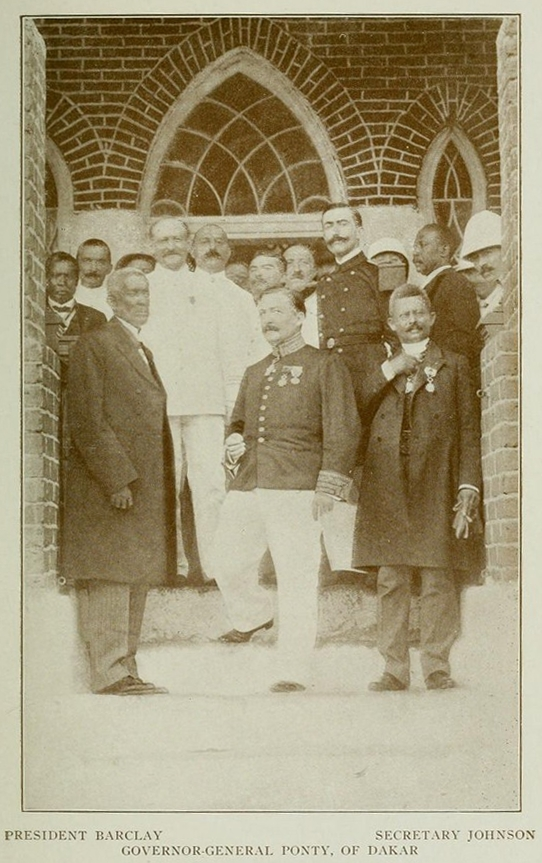
William Ponty (Bildmitte) zu Besuch in Liberia (um 1910)

William Ponty folgte Roume am 18. Februar 1908 als Generalgouverneur von Französisch-Westafrika nach, was er bis zu seinem Tod am 13. Juni 1915 bleiben sollte. Zu den Schwerpunkten seiner Tätigkeit zählte der Aufbau von Bildungseinrichtungen und die Weiterentwicklung der Selbstverwaltung der einheimischen Bevölkerung. Die traditionellen Herrscher, Untergebene der Kolonialverwaltung, sollten von den Gemeinschaften bestimmt werden, die sie anführten. Von Bedeutung ist in diesem Zusammenhang sein Rundschreiben vom 22. September 1909, in dem er seine politique des races als neue, für Frankreich förderliche Form der politischen Verwaltung in Französisch-Westafrika darlegte. Von ähnlichen Überlegungen getragen war seine Justizreform von 1912, mit der die einheimische Bevölkerung insbesondere in privatrechtlichen Angelegenheiten ein ihren Gebräuchen entsprechendes Gerichtswesen verordnet bekam.
Ponty war Freimaurer und pflegte zu den islamischen Autoritäten und römisch-katholischen Missionaren ein pragmatisches Verhältnis. Er ermöglichte den Bau der Kathedrale von Dakar, indem er sie zugleich als Monument für in die Afrika im Zuge der Erweiterung des französischen Kolonialreichs gestorbenen Franzosen konzipierte und damit den Zugang zu staatlichen Geldern für die Errichtung freimachte.
Am Vorabend des Ersten Weltkriegs, noch vor der Mobilmachung in Frankreich, meldete Ponty zur Überraschung der Regierung in Paris, er könne mehrere Tausend einheimische afrikanische Soldaten zur Verfügung stellen. Während der ersten sechs Monate des Krieges wurden 11.000 Soldaten aus Französisch-Westafrika verschifft, im Jahr 1915 waren es bereits über 34.000.
William Ponty starb am 1915 im Alter von 49 Jahren an Nierenversagen.

## Ehrungen und Nachwirkung
William Ponty war Ritter (1893), Offizier (1904) und Kommandeur (1912) der Ehrenlegion. Er wurde zudem als Ritter des Ordre du Mérite agricole (1902) und Offizier des Ordre des Palmes Académiques (1902/1909) ausgezeichnet.
Nach seinem Tod wurde die École normale William Ponty, eine Lehrerbildungsanstalt und Kaderschmiede für Knaben aus Französisch-Westafrika, nach ihm benannt. Am Sockel des 1923 errichteten Monument Demba et Dupont in Dakar war ursprünglich ein Porträtrelief Pontys angebracht, das später entfernt wurde.
Robert Randau verfasste mit Le Chef des Porte-Plume einen 1922 erschienenen Schlüsselroman über William Ponty.
Pierre Louis Charles Millet-Horsin (1878–1927) ehrte ihn im Jahr 1923 im wissenschaftlichen Namen Halcyon torquatus pontyi, ein Name der heute als Synonym zur Zügelliest-Unterart (Halcyon malimbica forbesi Sharpe, 1892) betrachtet wird.